# Sun Power
Sun Power è il secondo album in studio del gruppo funk/R&B Sun.

## Tracce
1. Light Me Up – 4:07 (Chris Jones, Hollis Melson)
2. Boogie Bopper – 3:20 (Dean Hummons, John Wagner)
3. We're So Hot – 4:28 (Byron Byrd)
4. Coscience – 4:41 (Byron Byrd)
5. Time Is Passing – 7:11 (Byron Byrd)
6. Just A Minute Of Your Time – 3:11 (Chris Jones, Shawn Sandridge)
7. Organ Grinder – 3:53 (Byron Byrd)
8. She Lives Alone – 5:29 (Byron Byrd)

## Formazione
- Byron Byrd - sassofono, trombone, basso, voce principale e cori
- Chris Jones - tromba, Vibrafono, batteria, Cornetto, voce principale e cori
- Dean Hummons - organo, pianoforte, tastiere, flauto, cori
- Kym Yancey - batteria, percussioni, cori
- John Wagner - tromba, flicorno, trombone, pianoforte, percussioni, voce principale e cori
- Shawn Sandridge - chitarra, tastiere, voce principale e cori
- Gary King - trombone, percussioni, cori
- Bruce Hastell - chitarra, cori

## Classifica
| Classifica (1977)         | Posizione |
| ------------------------- | --------- |
| Billboard Top Soul Albums | 39        |

### Singoli
| 1977 | Boogie Bopper | 50 |